# Wtoryje Wurmankasy (wtorowurmankasinskoje sielskoje posielenije)
Wtoryje Wurmankasy (ros. Вторые Вурманкасы) – wieś (dieriewnia) w Rosji, w Czuwaszji, w rejonie cywilskim. W 2010 liczyła 737 mieszkańców.